# Ibn al-Jawzi
Ibn al-Jawzi, ‘Abd al-Rahman b. ‘Ali b. MuhammadAbu ’l-Faraj, teolog, predicator și istoric a fost una dintre cele mai importante figuri din Bagdad din secolul al XII-lea. Ibn al-Jawzi s-a născut în 1126, într-o familie înstărită și a avut o viață caracterizată de activități intelectuale, religioase și politice specifice mediului din Bagdad în așa numita perioadă de resuscitare sunnită.Spre sfârșitul vieții a fost exilatdin Bagdad  și arestat la domiciliu printr-un decret al califului al-Nasir, a cărui politică Ibn al-Jawzi a resprins-o. Ulterior, Ibn al-Jawzi a revenit în Bagdad, s-a retras din viața publică și a murit în anul 1200.

## Biografie
În adolescență, mătușa sa, care îl îngrijea deoarece tatăl său murise când avea 3 ani, l-a dus la Ibn Nasir de la care a învățat numeroase lucruri. Ibn Al-Jawzi a ajuns să iubească să țină predici în fața oamenilor. Acesta era încă tânăr când a devenit o persoană religioasă care nu socializa cu nimeni și nu accepta să mănânce hrană de a cărei proveniență nu era sigur.  Ibn Al-Jawzi pleca din casă doar pentru a se ruga și refuza să se joace cu cei de vârsta lui. Era o persoană ambițioasă, care și-a petrecut întreaga viață dobândind cunoaștere și autoritate și predicând. 
Ibn al-Jawzi a început studiul la o vârstă foarte fragedă și a avut peste 90 de profesori, printre care și trei femei. Printre cei care l-au educat în spiritul tradițiilor islamice se numără Abu al-Sa’adat al al-Mutawakkili și Ibn al-Husayn. În ceea ce privește învățăturile coranice, printre educatorii lui al-Jawazi s-au numărat Abu al-Karam al-Hashimi și Abu Muhammad al-Muqri’. 
În domeniul jurisprudenței islamice, al-Jawzi a studiat timp de câțiva ani alături de una din figurile cele mai relevante ale curentului hanbalit, Ibn al-Zaghuni. După moartea profesorului său acesta și-a continuat studiile cu Abu Bakr al-Dinawari și ulterior cu Abu Ya’la al-Saghir, alte două figuri proeminente ale curentului hanbalit.
Ibn al-Jawzi a primit o educație religioasă tradițională, și după terminarea studiilor a ales o carieră de profesor, devenind în anul 1161 directorul a două instituții de învățământ religios. Un pasionat al doctrinei hanbali (una dintre cele patru școli de drept islamic),  Ibn al-Jawzi este unul dintre cei mai importanți imami ai vremii. Predicile sale erau conservatoare și susțineau politicile religioase ale puterii de la Bagdad. Ca urmare, acesta a fost favorizat de către califi și în jurul anului 1178/1179 a devenit liderul a cinci școli  și cel mai important predicator al școlii hanbali din Bagdad.
În această perioadă, Ibn al-Jawzi a atins apogeul carierei sale. Devenind un protector semioficial al normelor islamice, acesta era în permanentă căutare de erezii.Ibn al-Jawzi a atacat și a susținut persecuțiile împotriva celor despre care considera că se abăteau de la normele stricte ale islamului conservator. A fost un critic al sufismului și al teologilor care practicau șiismul. Atitudinea sa i-a adus numerose polemici. Puterea sa în cadrul societății din Bagdad s-a datorat în principal relațiilor sale bune cu califii și consilierii acestora. Arestarea vechiului său prieten, Ibn Yunus, în 1194 a marcat finalul carierei sale și sfârșitul legăturilor cu cercurile guvernamentale. În același an, Ibn al-Jawzi a fost areestat și exilat în localitatea Wasit. Cu puțin timp înaintea morții sale, a fost reabilit și i s-a permis să se reîntoarcă în Bagdad. 

## Cariera
Cariera și activitățile lui Ibn al-Jawzi,  profesor și predicator în cadrul școlii hanbalite reflectă rolul pe care îl jucau reprezentanții școlii în conturarea sferei publice urbane, mai ales că secolul al XII-lea a fost unul prolific din punct de vedere al predicării islamului. Până în secolul al XII –lea, în orașul Bagdad se dezvoltaseră mai multe medrese și se cristalizaseră școlile sunite de jurisprudență islamică. Cariera lui Ibn al-Jawzia început ca asistent la una din medresele din oraș și a culminat cu funcția de director la cinci prestigioase școli hanbalite.Activitatea sa în sferele publice și oficiale din Bagdad a avut  la bază atât predatul în școlile de drept cât și ocupația de imam (a ținut rugăciuni atât în moscheea de la palat cât și în fața unor mulțimi numeroase). În același timp, Ibn al-Jawzi dorea restaurarea califatului, considerat un simbol al legitimității guvernării și al unității printre musulmani. Pentru mulți ani califatul a fost asociat cu abasizii care au susținut și încurajat învățământul și rugăciunile în sfera publică din Bagdad.
Printre studenții săi s-au numărat inclusiv fiul său Muhyi al-Din Yusuf, care ulterior a ajuns profesor în cadrul institutului al-Musta’Sim Billah, fiul său cel mare Ali al-Nasikh, nepotul său, Shams al-Din Yusuf ibn Farghali al-Hanafi (autor al operei Oglinda timpului), al-Hafiz abd al-Ghani, Shaykh Muwaffaq al-Din Ibn Qudama, Ibn al- Dubaythi, Ibn al-Najjar și al-Diya.  

## Opera
Ibn al-Jawzi a fost unul dintre cei mai profilici și versatili autori medievali ai literaturii arabe. Mai mulți scriitori au susținut că Ibn al-Jawzi a scris aproximativ 1000 de opere. Cu toate că este posibil ca aceștia să fi exagerat, sunt numeroase date ce indică faptul că Ibn al-Jawzi a scris multe opere literare. Acestea acoperă întrugul spectru al disciplinelor literare  și islamice.
Opera sa, al-Muntazam este o carte de istorie universală, ce descrie cronologic istoria lumii de la începuturi până în anul 1179. La fiecare an descris în carte, sunt prezentate biografii bine documentate ale personalităților/ oamenilor importanți care au murit în acel an: califi, viziri, judecători, învățați, oameni pioși.
Alte două scrieri importante ale lui Ibn al-Jawzi aparțin genului  biografic, unul dintre cele mai prolifice din literatura islamică.Sifat al-safwa este o colecție de biografii ale celor pe care Ibn al-Jawzi îi consideră sufiți adevărați, ce au urmat învățăturile Profetului și ale însoțitorilor săi. Manaqib este o colecție de panegirice ce prezintă date biografice despre persoane considerate a fi modele de conduită conformă preceptelor islamice.
Scopul lui Ibn al-Jawzi ca apărător al credinței adevărate este ilustrat în Talbis iblis, una dintre operele polemicii hanbalite. În această operă, Ibn al-Jawzi lansează un atac nu doar asupra unor secte eretice ci și asupra celor pe care îi consideră responsabili pentru introducerea bid`a (noutate, erezie - conotație negativă) în sunism și în mistica musulmană. Opiniile sale sunt clar exprimate în colecția de predici, împărțite în patru subgenuri: khutba(imn de laudă), qissa (poveste pioasă), wa`z(admonestare), khawatim(versuri finale din poezii). Mai mult decât atât, colecția de predici lăsată reflectă importanță lui în societatea respectivă și contribuția sa semnificativă la evoluția artei islamice privind alcătuirea predicii și predicatul.
Chiar și după moartea sa, Ibn Al-Jawzi a stârnit prin scrierile sale numeroase polemici. Atitudinea lui Ibn Al-Jawzi spre forme extreme ale sufismului sunt bine cunoscute din opera sa Talbis iblis (Amăgirile diavolului). Această lucrare a fost printre primele dintre lucrările sale traduse în Europa occidentală. 
Ibn Al-Jawzi a fost unul dintre reprezentanții școlii hanbalite (fondator Ahmad bin Hanbal) – se limitează la o interpretare literală a Coranului și a sunna. Această școală pune accentul pe abordarea raționalistă a Coranului.  Ibn Al-Jawzi a fost atras de metodele lui Ibn Aqil, renumit pentru respingerea taqlid  și a antropomorfismului. Conform lui Ibn Al-Jawzi, dovada existenței lui Dumnezeu se poate realiza prin demonstrarea existenței unui Dumnezeu  imaterial. Această caracteristică a lui Dumnezeu  determină lectura Coranului care a fost revelat. Important de menționat este și modul în care Ibn Al-Jawzi subliniază și apără definiția hanbalită a termenului tawil. De asemenea, mai sunt și alte aspecte relevante din cadrul tratatului său: clasificarea celor mai frecvente erori în citirea Coranului, examinarea figurilor de stil/lingvistice, familiaritatea sa în legătură cu terminologia și conceptele specifice filosofiei. 
Lucrările lui Ibn Al-Jawzi au reflectat clar adeziunea sa la doctrina hanbali, mare parte din operele sale fiind de natură a naște polemici. Una dintre cele mai importante lucrări ale sale, Șifat al-safwah (Atributele misticismului), o istorie exhaustivă a misticismului, care argumenta faptul că adevărații mistici sunt aceia care și-au modelat viețile pentru a deveni însoțitori ai Profetului. 
În operele sale, Ibn Al-Jawzi a susținut faptul că dovada existenței lui Allah poate fi demonstrată numai prin acceptarea existenței zeilor imateriali. Acest atribut central al Dumnezeului treuie să determine citirea scrierilor sale ca și cum acestea ar fi revelații divine.Ibn Al-Jawzi este adeptul utilizării conceptului de ta’wil, în sensul dat de școala Hanbalită. 
În funcție de domeniul abordat, cele mai importante lucrări ale sale au fost:
- Învățăturile Coranului:

- Al-Mughni fi al-Tafsir
- Zad al-Masir fi ‘Ilm al-Tafsir
- Taysir al-Bayan fi Tafsir al-Quran
- Tadhkirat al-Arib fi Tafsir al-Gharib
- Gharib al-Gharib
- Nuzhat al-‘Uyun al-Nawadhir fi al-Wujuh wa al-Nadha’ir
- Al-Wujuh wa al-Nawadhir fi al-Wujuh wa al-Nadha’ir, a summary of Nuzhat al-‘Uyun al-Nawadhir
- Al-Ishara ila al-Qira’at al-Mukhtara

- Teologie:

- Muntaqad al-Mu’taqid
- Minhaj al-Wusul ila ‘Ilm al-Usul
- Bayan Ghaflat al-Qa’il bi Qidam Af’al al-‘Ibad
- Ghawamidh al-Ilahiyat
- Maslak al-‘Aql
- Minhaj Ahl al-Isaba
- Al-Sirr al-Masun
- Daf’ Shubhat al-Tashbih
- Al-Radd ‘Ala al-Muta’assib al-‘Anid

- Istorie:

- Talqih Fuhum Ahl al-Athar fi ‘Uyun al-Tawarikh wal-Siyar
- Al-Muntadham fi Tarikh al-Muluk wal-Umam
- Shudhur al-‘Uqud fi Tarikh al-‘Uhud
- Tara’if al-Dhara’if fi Tarikh.